# Slovenska hokejska liga 1999/00
Sezona 1999/00 Slovenske hokejske lige je bila deveta sezona slovenskega prvenstva v hokeju na ledu. Naslov slovenskega prvaka so šestič osvojili hokejisti HK Olimpija, ki so v finalu s 4:0 v zmagah premagali HK Acroni Jesenice.

## Končnica

### Finale
Igralo se je na štiri zmage po sistemu 1-1-1-1-1-1-1, * - po podaljšku.
| 21. marec 2000 | HK Olimpija | 5:1 | HK Acroni Jesenice | Hala Tivoli, Ljubljana |

| Poročilo tekme | Poročilo tekme                                  | Poročilo tekme  | Poročilo tekme | Poročilo tekme |
| -------------- | ----------------------------------------------- | --------------- | -------------- | -------------- |
|                | Barrie 04 Zajc 08 Barrie 32 Barrie 35 Taylor 37 | (2:0, 3:0, 0:1) | ?              | Gledalci: 2500 |

| 23. marec 2000 | HK Acroni Jesenice | 1:2* | HK Olimpija | Dvorana Podmežakla, Jesenice |

| Poročilo tekme | Poročilo tekme | Poročilo tekme       | Poročilo tekme | Poročilo tekme |
| -------------- | -------------- | -------------------- | -------------- | -------------- |
| Začetek: 18:00 |                | (1:1, 0:0, 0:0, 0:1) |                |                |

| 25. marec 2000 | HK Olimpija | 4:1 | HK Acroni Jesenice | Hala Tivoli, Ljubljana |

| Poročilo tekme | Poročilo tekme | Poročilo tekme | Poročilo tekme | Poročilo tekme |
| -------------- | -------------- | -------------- | -------------- | -------------- |
|                |                |                |                |                |

| 28. marec 2000 | HK Acroni Jesenice | 1:2 | HK Olimpija | Dvorana Podmežakla, Jesenice |

| Poročilo tekme | Poročilo tekme | Poročilo tekme | Poročilo tekme | Poročilo tekme |
| -------------- | -------------- | -------------- | -------------- | -------------- |
|                |                |                |                |                |

### Za tretje mesto
Igralo se je na tri zmage po sistemu 1-1-1-1-1.
| 20. marec 2000 | HK Slavija M Optima | 3:2 | HK Bled | Dvorana Zalog, Ljubljana |

| Poročilo tekme | Poročilo tekme | Poročilo tekme | Poročilo tekme | Poročilo tekme |
| -------------- | -------------- | -------------- | -------------- | -------------- |
|                |                | (1:0, 0:1,2:1) |                |                |

| 23. marec 2000 | HK Bled | ? | HK Slavija M Optima | Ledena dvorana Bled, Bled |

| Poročilo tekme | Poročilo tekme | Poročilo tekme | Poročilo tekme | Poročilo tekme |
| -------------- | -------------- | -------------- | -------------- | -------------- |
| Začetek: 19:00 |                |                |                |                |

| 25. marec 2000 | HK Slavija M Optima | 5:1 | HK Bled | Dvorana Zalog, Ljubljana |

| Poročilo tekme | Poročilo tekme | Poročilo tekme  | Poročilo tekme | Poročilo tekme |
| -------------- | -------------- | --------------- | -------------- | -------------- |
|                |                | (2:0, 0:0, 3:1) |                |                |

| 28. marec 2000 | HK Bled | 2:3 | HK Slavija M Optima | Ledena dvorana Bled, Bled |

| Poročilo tekme | Poročilo tekme | Poročilo tekme  | Poročilo tekme | Poročilo tekme |
| -------------- | -------------- | --------------- | -------------- | -------------- |
|                |                | (0:2, 0:1, 2:0) |                |                |

## Končna lestvica prvenstva
1. HK Olimpija
2. HK Acroni Jesenice
3. HK Slavija M Optima
4. HK Bled
5. HK HIT Casino Kranjska Gora
6. HK Triglav Kranj
7. HK MARC Interieri Tivoli
8. HK Celje

## Najboljši strelci
G - goli, P - podaje, T - točke
| #  | Igralec         | Klub                | G  | P  | T  |
| -- | --------------- | ------------------- | -- | -- | -- |
| 1  | Kelly Glowa     | HK Olimpija         | 22 | 41 | 63 |
| 2  | Marko Smolej    | HK Bled             | 24 | 23 | 47 |
| 3  | Toni Tišlar     | HK Acroni Jesenice  | 14 | 25 | 39 |
| 4  | Mike Barrie     | HK Olimpija         | 25 | 13 | 38 |
| 5  | Aleš Fajdiga    | HK Slavija M Optima | 25 | 12 | 37 |
| 6  | Grega Por       | HK Acroni Jesenice  | 22 | 12 | 34 |
| 7  | Mitja Šivic     | HK Olimpija         | 21 | 13 | 34 |
| 8  | Tomaž Vnuk      | HK Olimpija         | 18 | 16 | 34 |
| 9  | Andrej Razinger | HK Acroni Jesenice  | 15 | 19 | 34 |
| 10 | Matevž Cerar    | HK Slavija M Optima | 16 | 17 | 33 |